# ДФВ B.I
ДФВ B.I је био један од првих немачких авиона који су у Првом светском рату коришћени у војне сврхе. Име DFW му потиче од скраћеног имена произвођача (Deutsche FlugzeugWerke). Биo је то ненаоружан вишенаменски авион који је коришћен за извиђање и обуку пилота.

## Пројектовање и развој
Радећи за фирму DFW конструктор Heinrich Oelerich је половином 1914. године пројектовао авион фабричке ознаке МД 14 који је са својим крилом у облику банане подсећао на авион Етрих Таубе што и није чудо с обзиром да су се у фабрици производили до тада ти авиони. Ново пројектовани авион се показао као веома добар чак је са њиме постављен и светски рекорд у висини лета од 8.150 м. После стандардизације назива немачких војних авиона авион је добио званичан назив ДФВ B.I.
На бази овог успешног авиона развијен је авион ДФВ B.II који се од свог претходника разликовао само тиме што је имао јачи мотор Мерцедес D.II, самањен му је размах крила и наоружан је једним митраљезом који се налазио изнад горњег крила.

## Технички опис
Авион је двоседи, двокрилац, дрвене конструкције са једним мотором.
Труп му је правоугаоног попречног пресека, дрвене конструкције са две отворене кабине. Пилот је био у задњој кабини, посматрач - у предњој. Носачи мотора, крила и стајног трапа су направљени од челичних цеви. Предњи део трупа у коме се налази мотор је прекриван алуминијумским лимом а остали део трупа импрегнираним платном.
Овај авион је користио као мотор линијски течношћу хлађени мотор Мерцедес D.I снаге 105 KS или Мерцедес D.II снаге 120 KS на чијем вратилу је била насађена дрвена двокрака вучна елиса фиксног корака. На спољним бочним страницама трупа у нивоу предње кабине, постављени су хладњаци за хлађење расхладне течности мотора.
Горње крило је српастог облика са снажно закривљеном предњом и нешто мање закривљеном задњом ивицом. Крило је дводелно, повезана су са потпорним носачем V-облика. Конструкција крила је дрвена пресвучена импрегнираним платном. Доње крило је дводелно, спојено је са бочним странама трупа, мањег је распона и ширине крила у односу на горње крило, док им је иста конструкција. Међукрилне упорнице су направљени од челичних цеви а затезачи од челичне клавирске жице. Елерони се налазе само у горњем крилу. Троугласти вертикални и хоризонтални стабилизатори као и кормила правца и висине су направљени од челичних цеви пресвучени платном.
Стајни трап је био класичан, направљен од цевастих челичних V-носача на којима се налази дводелна осовина са точковима. Спој делова осовине је изведен зглобном везом а зглоб је потпорним челичним V-носачем причвршћен за труп авиона. Амортизација удара при слетању авиона се обављала помоћу гумених прстенова а на репном делу се налазила еластична дрвена дрљача. Точкови су опремљени кочницама.

## Варијанте
- ДФВ  - Варијанта са мотором Мерцедес D.I снаге 105 KS 1914. год.
- ДФВ  - Варијанта са мотором Мерцедес D.II снаге 120 KS 1915. год.

## Оперативно коришћење
Авион ДФВ B.I је заједно са Авиатик B.I и Албатрос B.I био први извиђачки авион немачког ваздухопловства на почетку Првог светског рата. Пошто су сви ови авиони на почетку рата били ненаоружани и нису имали никакву оклопну заштиту за посаду, коришћени су само до 1915/1916, а затим повучене са фронта. ДФВ B.I је првенствено замишљен као авион за обуку пилота и од самог почетка производње прављен је са дуплим командама, тако кад је повучен са прве линије фронта, успешно је коришћен за школовање пилота.  Авион је био стабилан, поуздан и имао је одличне летачке карактеристике па је праштао почетничке грешке пилота при обуци.
У периоду 1914. и 1915. године укупно је произведено око 100 авиона оба типа.
Авион ДФВ B.I је коришћен као извиђач на Запданом и Истоћном фронту. Аустроугарско ваздухопловство га је користило на српском ратишту у току 1914 и 1915. године.
Руси и Пољаци су на бази заробљених авиона ДФВ B.I правили своје конструкције извиђачких авиона.

## Земље које су користиле овај авион
- Немачко царство
- Аустроугарска
- Пољска
- Русија